# Trith-Saint-Léger
 Trith-Saint-Léger  es una población y comuna francesa, en la región de Norte-Paso de Calais, departamento de Norte, en el distrito de Valenciennes y cantón de Valenciennes-Sud.
Está integrada en la Communauté d'agglomération de la Porte du Hainaut.
En 1875 se le separó La Sentinelle, que pasó a formar una comuna independiente.

## Demografía
| abs. | 678 | 1 003 | 1 153 | 1 799 | 1 768 | 1 951 | 2 495 | 2 898 | 3 271 | 3 923 | 4 019 | 2 312 | 2 777 | 3 283 | 3 537 | 3 716 | 3 724 | 3 789 | 4 363 | 4 188 | 5 084 | 5 416 | 5 143 | 5 280 | 6 459 | 7 098 | 7 612 | 6 757 | 5 952 | 6 208 | 6 196 | 6 505 |
| Para los censos de 1962 a 1999 la población legal corresponde a la población sin duplicidades (Fuente: INSEE [Consultar]) |     |       |       |       |       |       |       |       |       |       |       |       |       |       |       |       |       |       |       |       |       |       |       |       |       |       |       |       |       |       |       |       |

Forma parte de la aglomeración urbana de Valenciennes.